# Александър Петров (физик)
Вижте пояснителната страница за други личности с името Александър Петров.
Александър Георгиев Петров е български физик, действителен член на Българската академия на науките. Работи в областта на физика на меката материя (течни кристали, физика на живата материя, биомолекулна електроника и нанофизика).

## Биография
Роден е на 27 май 1948 година в град Стара Загора. Завършва атомна физика във Физическия факултет на Софийски университет „Св. Кл. Охридски“ през 1970. Става доктор по физика в Институт по физика на твърдото тяло при Българската академия на науките през 1974 година. Получава научната степен „доктор на физическите науки“ през 1987 година, академичната длъжност „професор“ през 1990 година и е избран за академик през 2003 година.
Директор е на Института по физика на твърдото тяло при БАН (от 1999 до 2015 година). Ръководител на Направление Физика на меката материя в Института по физика на твърдото тяло – БАН (от 2006 до 2016 година). Преди това е ръководил Лаборатория Биомолекулни слоеве на Института по физика на твърдото тяло (от  1991 до 2008 г.).
Александър Петров умира на 22 септември 2024 година.

## Научни постижения
Изучава теоретично и експериментално диелектричните, еластичните, флексоелектричните и повърхнинните свойства на нематични течни кристали с различен тип молекулна асиметрия. Тези негови постижения намират приложение в течнокристалната оптоелектроника. Въвежда представата за обобщена мултиполна молекулна асиметрия (електрична, стерична, бифилна и гъвкава) на термотропни и лиотропни мезогени. Във физиката на живата материя създава учението за биофлексоелектричеството, развивайки нов подход, който описва еластичността и флексоелектричеството на биологичните мембрани от гледна точка на обобщената молекулна асиметрия.
Открива градиентен флексоелектричен ефект в нематични течни кристали под действие на нехомогенно електрично поле (1971 – 1974); флексоелектрични осцилации в нематични течни кристали (1975 – 1979); прав флексоефект на биологична мембрана с йонни канали (1988 – 1993); хелиелектричество в лиотропни хирални липидни фази, водни и неводни (1988 – 1989); обратен флексоефект на бислойна липидна мембрана (1993); фотофлексоефект на фотоактивни мембрани (1992 -1994).

## Награди
Получава Медала „Фредерикс“ за изтъкнати работи в областта на физиката на течните кристали от Руското течнокристално общество (2004), наградата на Министерството на образованието и науката за Особен принос в науката (Учен на годината 2007) и Почетния знак на Българската академия на науките „Марин Дринов“ на лента (2008).
През 2018 г. е удостоен с орден „Св. св. Кирил и Методий“ с огърлие „за особено значимите му заслуги в областта на образованието и природните науки“.

## Публикации

### Монографии
- Alexander G. Petrov. The Lyotropic State of Matter. Molecular Physics and Living Matter Physics.   Gordon & Breach Science Publishers, L.-N.J., 1999. ISBN 9789056996383. 549 pp.
- Физика на живата материя • Течнокристален подход, АИ „Марин Дринов“, 2014, София ISBN 978-954-322-799-0.

### Избрани статии
- А. G. Petrov, Y. G. Marinov, H. P. Hinov, L. Todorova, M. Dencheva-Zarkova, S. Sridevi, P. M. Rafailov, U. Dettlaff-Weglikowska, Observation of Flexoelectricity in a Mixture of Carbon Single Walled Nanotubes with a Nematic Liquid Crystal, Mol. Cryst. Liq. Cryst. 545, no.1, pp. 58/[1282]-66/[1290] (2011).
- Alexander G.Petrov, Y. G. Marinov, G.B.Hadjichristov, S. Sridevi, Uma S. Hiremath, C.V. Yelamaggad, and S. Krishna Prasad, New Photoactive Guest-Host Nematics Showing Photoflexoelectricity, Mol.Cryst.Liq.Cryst. 544, no.1, pp. 3/[991]-13/[1001] (2011).
- Converse Flexoelectric Effect in Bent-Core Nematic Liquid Crystals, Pramoda Kumar, Y.G.Marinov, H. P. Hinov, Uma S. Hiremath, C. V.Yelamaggad, K.S. Krishnamurthy, and A. G. Petrov, J. Phys. Chem. B 113, 9168 – 9174 (2009)
- Chirality of lipids makes fluid lamellar phases piezoelectric, John Harden, Nicholas Diorio, Alexander G. Petrov, Antal Jakli, Phys Rev E 79, 011701 (2009)
- Membrane Electromechanics in Biology, with a Focus on Hearing, F. Sachs, W.E. Brownell, and A.G. Petrov, MRS Bulletin 34, 665 – 670 (2009).
- A. G.Petrov, Flexoelectricity: a universal sensoric mechanism in biomembranes and chem.-biosensors, In: Functionalized Nanoscale Materials, Devices and Systems, A.Vaseashta and I.N.Mihailescu Eds., Springer (2008), pp.87 – 100.
- A. G. Petrov, Y. Marinov, S. D’Elia, S. Marino, C. Versace, N. Scaramuzza, Dielectric and flexoelectric oscillations in PDLC studied by flexoelectric spectroscopy and laser light diffraction, J.Optoelec.Adv. Mat. 9, 420 – 423 (2007)
- Alexander G. Petrov, Flexoelectricity and mechanotransduction (Invited Review), In: Current Topics in Membranes, vol. 58: Mechanosensitive channels, O.P.Hamil, Ed., Elsevier/Academic Press (2007), pp. 121 – 150.
- Alexander G. Petrov, Electricity and mechanics of biomembrane systems: Flexoelectricity in living membranes (Invited Review), Anal.Chim.Acta, 568, 70 – 83 (2006)